# Philodromus simillimus
Philodromus simillimus este o specie de păianjeni din genul Philodromus, familia Philodromidae, descrisă de Denis în anul 1962.
Este endemică în Madeira. Conform Catalogue of Life specia Philodromus simillimus nu are subspecii cunoscute.